# Dead 7
Pour plus de détails, voir Fiche technique et Distribution.
Dead 7 (anciennement intitulé Dead West) est un western d'horreur zombie post-apocalyptique de 2016, écrit pour la télévision par Nick Carter, chanteur américain mieux connu en tant que membre des Backstreet Boys, qui a également joué dans le film. Il est réalisé par Danny Roew et produit par The Asylum. Il a été diffusé sur Syfy le 1er avril 2016 aux États-Unis. Carter a réussi à faire jouer dans le film deux de ses camarades des Backstreet Boys, A. J. McLean et Howie Dorough. En outre, Carter a également choisi plusieurs membres d’autres boys bands comme 98 Degrees, O-Town, 'NSYNC et All-4-One. Une copie gratuite de la chanson thème du film, In the End, est sortie le 28 mars, interprétée par les membres des Backstreet Boys Carter, McLean et Dorough, ainsi que par Joey Fatone et Chris Kirkpatrick de NSYNC, par Jeff Timmons de 98 Degrees et par Erik-Michael Estrada de O-Town.

## Synopsis
Après l’apocalypse zombie, l’humanité revient à un mode de vie qui rappelle le vieil Ouest. Cependant, une femme nommée Apocalypta a décidé d’essayer de former des zombies et de les utiliser comme son armée pour prendre le contrôle de ce qui reste du monde. Après avoir créé son armée, qu’elle appelle Copperheads, elle demande à ses subordonnés, Johnny Vermillion et Stamper, de commencer à les conduire à la ville de Harper’s Junction. Certains résidents courent ou se cachent tandis que d’autres, comme Billy, commencent à riposter. Quand un Copperhead tue presque Billy, sa petite amie, Daisy Jane, le sauve. Daisy et Billy rencontrent Johnny et le capturent, mais avec le shérif mort et la ville envahie, ils décident de l’emmener avec eux à Desert Springs. À Desert Springs, le maire Shelby, qui a perdu un œil à cause d’Apocalypta, et le shérif Cooper interrogent Johnny sur les raisons pour lesquelles Apocalypta a attaqué Harper’s Junction. Quand Johnny se moque d’eux, Shelby dit à Cooper de pendre Johnny au lever du soleil. Pendant ce temps, Stamper raconte à Apocalypta que Johnny a été capturé, et elle lui ordonne de sauver Johnny. Il le fait, et ils planifient leur évasion, mais avant de partir, Johnny rend visite à Georgie, un jeune garçon que Cooper élève.
Apprenant l’évasion de Johnny, Shelby ordonne à Cooper de rassembler un groupe de volontaires pour tuer Johnny, Apocalypta et tous les Copperheads qu’ils verront. Dans un saloon voisin, un homme nommé Joe « Whiskey Joe » joue aux cartes. Quand les autres joueurs l’accusent de tricherie et tentent de le tuer, il les assomme tous et part. Cooper s’approche de lui et lui propose de rejoindre son équipe. Joe « Whiskey Joe » va recruter son ami « The Vaquero », qui leur recommande d’emmener avec eux un ninja nommé « Komodo ». Pendant ce temps, Daisy se rend au bureau de poste pour engager un Ranger afin de retrouver le frère de Billy, Jack. Elle espère obtenir son aide contre Apocalypta, mais Billy n’est pas content. Joe « Whiskey Joe », « Vaquero » et Komodo rencontrent Daisy, Billy et Cooper, qui leur explique son plan. Mais Jack est la seule personne qui peut les guider à travers la vallée jusqu’à la base d’Apocalypta, et on n’a aucune nouvelle de lui. Cooper part voir Georgie et « Komodo » mentionne une prêtresse guerrière nommée Sirene qui pourrait les aider. Il dit qu’ils ne pourront pas la trouver, mais elle les trouvera. Le shérif Cooper arrive chez lui et trouve la porte ouverte. Quand il entend un bruit, il se retourne pour découvrir que Georgie a été transformé en Copperhead. Billy et Daisy se disputent à propos de Jack, quand ils voient Cooper, transformé, s’approcher à la tête d’une armée de citadins qui ont été transformés en Copperheads. Billy et Daisy avertissent les autres. Le bar où ils se trouvent est attaqué et le groupe est forcé de se défendre. Pendant le combat, Daisy est presque mordue par un Copperhead mais elle est sauvée par Jack. Après le combat, le maire dit qu’il donnera au groupe tout ce qu’ils veulent s’ils terminent la mission et qu’ils partent tous.
Ils arrivent aux mines au pied de la montagne. Billy veut les contourner, mais Jack dit qu’ils doivent fouiller l’endroit car un ami avait une réserve de munitions cachée, et ils doivent se réapprovisionner. Le groupe se sépare pour fouiller la mine, mais il est rapidement attaqué par une horde de Copperheads sortant de la mine. Jack est presque tué par un Copperhead mais il est sauvé par Sirene. Il rejoint Jack, Billy et Daisy alors qu’ils partent. Jack leur dit qu’ils diront aux autres où se retrouver, mais ils ne sont pas conscients qu’ils sont surveillés par Stamper. À la base de la montagne, Johnny dit à Apocalypta que Stamper a tracé un chemin à travers les mines et qu’ils peuvent attaquer Desert Springs pendant que les héros se frayent un chemin jusqu’à la montagne. Joe, « Vaquero » et Komodo essaient de contacter les autres mais ils sont incapables de joindre qui que ce soit et ils se disputent sur ce qu’il faut faire. Quand des Copperheads les attaquent, Joe décide de continuer à monter la montagne. Jack et les autres tombent sur un camion contenant des cadavres. Quand Stamper les attaque, il est tué par Sirene. Sirene les conduit jusqu’en haut de la montagne. Quand ils s’arrêtent pour la nuit, elle leur raconte d’où vient le nom Copperhead et comment sa grand-mère lui a appris à survivre et à chasser.
« Komodo », Joe et « Vaquero » atteignent un bordel où travaille Trixie, une fille que « Komodo » aime. Ils décident de s’y reposer. Jack et les autres atteignent un corral dans lequel Apocalypta a son armée de Copperheads. Sirene les conduit jusqu’à la montagne en passant devant, en leur disant de faire attention aux pièges et aux Copperheads. Billy et Daisy se disputent parce que Billy ne fait pas confiance à Sirene, mais ils ne savent pas que Johnny les surveille. Johnny capture Billy, resté en arrière des autres, quand il tombe. Au bordel, Joe parvient à convaincre la propriétaire, Madame Jezebel, de les laisser entrer. Pendant que Joe couche avec l’une des filles, Komodo trouve Trixie. Madame Jezebel conduit « Vaquero » au sous-sol pour obtenir des fournitures, mais c’était une ruse pour le jeter à un Copperhead qui y est gardé. « Vaquero » est mordu mais il parvient à s’échapper et à avertir les autres. « Komodo », Trixie et Joe s’échappent, mais quand ils se retournent ils trouvent « Vaquero » changé, et Joe est obligé de lui tirer dessus.
De retour sur la montagne, les autres remarquent que Billy a disparu mais ils choisissent de continuer. Lorsqu’ils atteignent le sommet, ils trouvent l’endroit apparemment désert et se séparent pour trouver un moyen d’entrer. Daisy trouve Billy piégé dans une cage, mais avant qu’elle ne puisse le libérer, Johnny la poignarde avant de la traîner vers des Copperheads, et ils la transforment en zombie alors que Billy, impuissant et dévasté, regarde. Johnny dit à Apocalypta qu’il a piégé les héros et qu’elle peut libérer son armée pour attaquer Desert Springs. Jack et Sirene apparaissent et libèrent Billy. Jack est forcé de tuer Daisy. 
Ils se frayent ensuite un chemin à travers les mines à la poursuite de Johnny, mais se retrouvent piégés par une horde de Copperheads. Ils parviennent à s’échapper et à piéger les Copperheads dans la mine. Ils retournent à Desert Springs pour tenter de sauver la ville. À Desert Springs, Apocalypta et Johnny mènent les Copperheads à travers la ville, tuant quiconque tente de les arrêter ou de s’échapper. Jack, Billy, Sirene, « Komodo », Trixie et Joe essaient de conduire les Copperheads hors de la ville, mais quand Johnny tente de tirer sur Sirene, Billy s’interpose et il est abattu à la place. Il meurt dans les bras de Jack.
« Komodo » tue Johnny par décapitation, ce qui met en rage Apocalypta. Elle attaque Jack. Pendant ce temps, Joe, « Komodo » et Trixie continuent d’essayer d’attirer les Copperheads hors de la ville mais Joe finit par se faire mordre. Après avoir été transformé en zombie, il est tué dans l’explosion d’un piège qu’il avait préparé dans ce cas. Trixie est mordue et quand « Komodo » l’embrasse pour lui dire au revoir, elle finit par le mordre. Alors Komodo la tue puis se suicide. Jack parvient à tuer Apocalypta. Alors qu’il regarde les Copperheads se nourrir de son corps, il est mordu par un petit enfant. Sirene tue l’enfant, puis remet son arme à Jack pour qu’il puisse se suicider. Avec Apocalypta mort, l’humanité a une chance de se remettre de l’apocalypse. Sirene donne à Jack un enterrement céleste afin que son esprit puisse renaître.

## Distribution
- Nick Carter : Jack
- Jeff Timmons : Billy
- Joey Fatone : Joe « Whiskey Joe »
- Carrie Keagan : Daisy Jane
- A. J. McLean[3] : Johnny Vermillion
- Erik-Michael Estrada : "Komodo"
- Lauren Kitt-Carter : Sirene
- Chloe Lattanzi : Trixie
- Debra Wilson : Apocalypta
- Howie Dorough : "The Vaquero"
- Chris Kirkpatrick : le maire Shelby Shelby
- Jon Secada : le shérif Cooper
- Frenchie Davis : Madame Jezebel
- Dylan Vox : Zeke, le joueur de poker
- Art Alexakis : Jim
- Trevor Penick : Ranger Beau
- Jacob Underwood : Stamper
- Gerardo Mejia : Lloyd, le facteur
- Dan Miller : Butch, le barman
- Seth Binzer : Decker
- Delious Kennedy : Jean, le gars moustachu
- Tommy McCarthy : Adjoint Dylan
- Keith Jeffery : homme de main
- Cooper McKee : George
- Dan Czerwonka : Rex
- Steve Filice : le serviteur d’Apocalypta
- Sari Sabella : le zombie d’Apocalypta
- Kiara Smith : fille zombie

## Production
Nick Carter aspirait à faire un film depuis des années. Dans le passé, il a réalisé plusieurs courts métrages indépendants et en 2014, il a lancé une campagne Indiegogo pour financer son premier long métrage intitulé Evil Blessings. Cependant, plus tard cette année-là, le réalisateur, Sxv'leithan Essex, est décédé. Cela a conduit Carter à abandonner le film et à le remplacer par Dead 7, initialement intitulé Dead West. En 2015, il a obtenu le soutien de The Asylum, la société de production derrière Sharknado et d’autres productions SyFy.

### Tournage
Le tournage a commencé le 20 août 2015 à Anaconda, dans le Montana, dans le ranch des années 1880 dans la vallée, juste à l’extérieur de la ville. Ils ont passé une semaine et demie à filmer au ranch avant d’aller à Butte, dans le Montana. Les lieux de Butte dans le film incluent The Dumas Brothel et The World Mining Museum. Alors qu’il cherchait un lieu de tournage dans le Montana pour inclure dans le film, l’un des assistants de production de Fox lui a montré une photo de Notre-Dame des Rocheuses, une statue surplombant la ville de Butte. Fox a tellement aimé l’image que la scène finale a été réécrite pour inclure Notre-Dame des Rocheuses. Environ 250 habitants des régions d’Anaconda et de Butte et des environs ont été utilisés comme figurants zombies, et 250 autres habitants du Montana se sont présentés dans d’autres villes de l’État pour auditionner. La production s’est terminée le 8 septembre 2015.